# 惠州市实验小学
惠州市实验小学是惠州市一所公立小学，位于广东省惠州市惠城区马庄路25号，前身为惠州市师范附属小学（简称惠师附小），据现有资料查询至少在中華人民共和國成立前就已经存在。2001年9月改为现名。
学校主要由一栋6层楼高的教学楼和1996年才建成的操场组成。而教学楼四楼中央空地则是后来用学生捐献出来的花卉盆栽组成的小花坛，而操场至今仍是200米的泥沙地面普通操场。
在惠州市实验小学改名前因其一直为惠州师范学校的附属学校，故当时常有惠州师范学校的学生定期集体组织来惠师附小进行最短一周最长一个月的实习教学。而因惠师附小本身的硬件设施严重落后和不足，因此比如一些学校统一组织的活动有时会移师至距离2公里的惠州师范学校。而惠州师范学校在2000年更名为惠州市高级中学变为普通高中，这也许是导致惠州师范附属小学改名的原因。
学校经常有一些活动，如组织一些人在学校的小厨房合作烹制晚餐并一起吃，但这是要硬性集资的；还有不定期的文艺活动，邀请一些文艺团体来学校表演节目，这在其他小学是少有的；同时学校每年都定期在秋冬交际时举办校运会，但现在已改为“注重体育比赛的娱乐性”的拓展运动会。

## 參看
- 关于做好2021 年惠州市优秀校长、优秀教师和优秀教育工作者等先进个人评选推荐工作的通知，惠州市教育局[]